# 聖スルピス大神学院
聖スルピス大神学院（せいスルピスだいしんがくいん）は、福岡県福岡市城南区にあった聖スルピス会運営のキリスト教（カトリック教会）神学校である。

## 概要
かつては日本に2か所ある教区司祭を養成する神学校の1つであった。2009年（平成21年）に東京カトリック神学院と統合・合併し、日本カトリック神学院福岡キャンパスとなる。2019年4月には東京・福岡諸教区共立神学校が設立され、福岡カトリック神学院となる。2024年3月、2つの神学校を再度統合し、福岡カトリック神学院を閉校、東京カトリック神学院が「日本カトリック神学院」となった。

## 沿革
- 1948年（昭和23年）- 福岡市中央区の浄水通りに聖スルピス大神学院が創立。布教聖省から地方神学校（Regional Seminary）として認可。
- 1950年（昭和30年）- 現在地に移転。
- 2009年（平成21年）
  - 2月2日 - 閉校[6]。
  - 4月 - 東京カトリック神学院と統合され、日本カトリック神学院福岡キャンパスとなる[7]。
- 2019年（平成31年）4月- 東京・福岡諸教区共立神学校が設立。福岡カトリック神学院となる[2]。
- 2024年（令和6年）3月 - 福岡カトリック神学院閉校。日本カトリック神学院設立[8]。

## 所在地
〒814-0131　福岡県福岡市城南区松山1丁目1-1（北緯33度33分12.8秒 東経130度22分16.8秒 / 北緯33.553556度 東経130.371333度）

## 関連書籍
- 「新風土記かたえ : -片江 神松寺 西片江-」片江校区郷土歴史研究会 2003年